# Kielder Viadukt

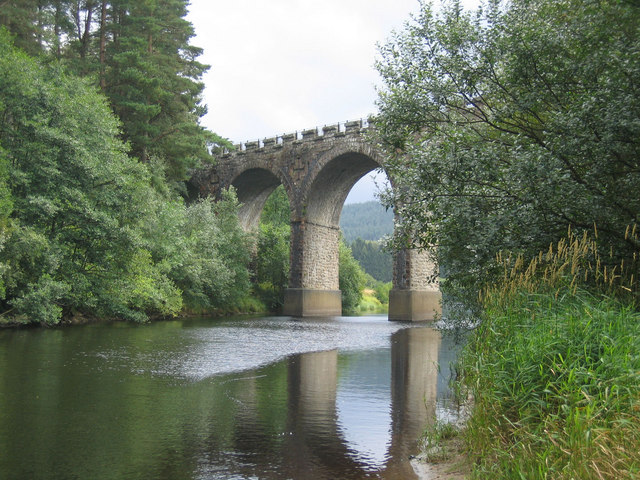
Kielder Viadukt

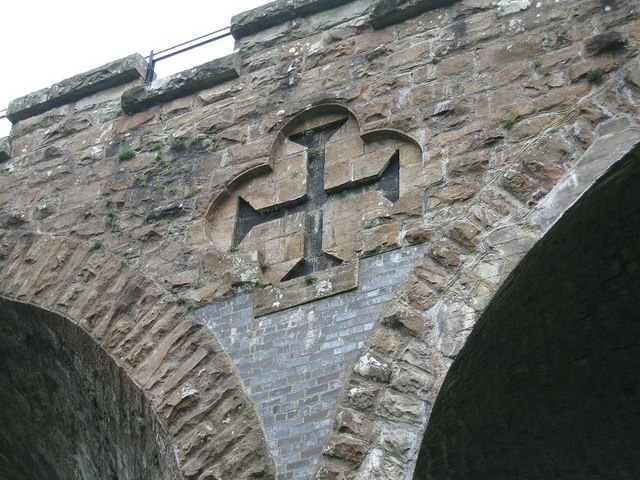
Kielder Viadukt, Brüstungsdetails

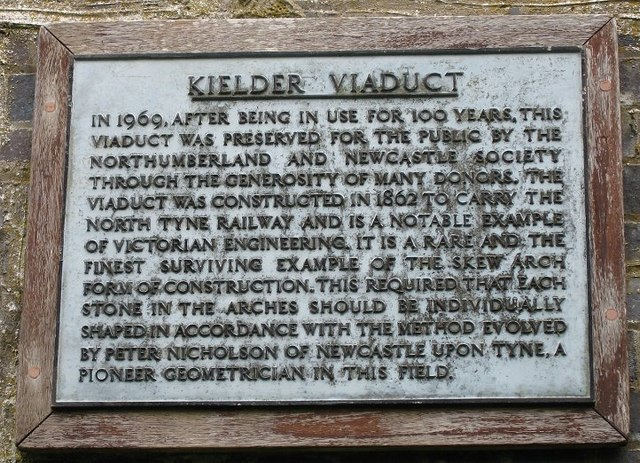
Kielder Viadukt, Informationsplakette

Das Kielder Viadukt ist ein Eisenbahn-Brückenbauwerk in Northumberland, England. Es besteht aus sieben halbkreisförmigen, gemauerten Schrägbögen und wurde 1862 von der North British Railway gebaut, um die Border Counties Line über den North Tyne zu führen, etwa an der Stelle, an der dieser in das Bakethin Reservoir mündet. Nachdem es 1958 für den Zugverkehr geschlossen wurde, wird es heute als Fußweg genutzt.

## Geschichte
Das Viadukt wurde in einem gemeinsamen Projekt der Border Counties Railway und der North British Railway als Teil der ehemaligen Erweiterung zum Bahnhof Riccarton Junction in Schottland konzipiert. Das Projekt wurde im Jahr 1862 fertiggestellt, jedoch wurde die Border Counties Railway zwei Jahre zuvor von North British Railway geschluckt. Um die Zustimmung des örtlichen Grundbesitzers, des 6. Duke of Northumberland, zu erhalten, welcher in der Nähe eine Jagdhütte besaß, wurde das Viadukt im Scottish Baronial style erbaut und mit einer zinnenbewehrten Brüstung und künstlichen Schießscharten verziert.
Robert Nicholson war der verantwortliche Ingenieur zum Bau des ersten Abschnitt der Linie. Nach seinem Tod im Jahr 1855 übernahm sein Neffe John Furness Tone (1822–1881) die Fertigstellung des Projektes und unter seiner Leitung bauten die Bauunternehmer William Hutchinson and John Ridley das Viadukt. Die Bögen sind in einem schiefen Winkel konstruiert und die Steine sind in schraubenförmigen Bahnen verlegt, entsprechend den Prinzipien, die dem Architekten und Mathematiker Peter Nicholson zugeschrieben werden.
Das Eisenbahngesellschaft hatte gehofft, den Kohleverkehr der in den 1850er Jahren in der Nähe eröffneten Zeche Plashetts nutzen zu können, jedoch erwies sich dies als enttäuschend, obwohl es in der Gegend einen gewissen Verkehr aus der Forstwirtschaft gab. Der Personenverkehr war immer eingeschränkt, obwohl die Strecke das nördliche Tyne-Tal erschloss und zum Teil für den Anstieg der Bevölkerung dort verantwortlich war. Die North British Railway erhielt mit der Strecke zwar eine zusätzliche Verbindung zwischen Edinburgh und Newcastle upon Tyne über Hexham, die jedoch im Vergleich zur Strecke über Berwick schlecht abschnitt und fast fünf Stunden Fahrtzeit erforderte.
Am 1. Januar 1923 ging der Viadukt mit dem gesamten Netz der NBR an die London and North Eastern Railway über und von dort nach der Verstaatlichung 1948 zur nordöstlichen Region von British Railways. Die Strecke durch Kielder wurde am 15. Oktober 1956 für den Personenverkehr gesperrt und am 1. September 1958 komplett eingestellt. Die Zukunft des Viadukts war unklar, als 1976 mit dem 167 Millionen Pfund teuren Bau des Stausees Kielder Water begonnen wurde, wodurch ein wesentlicher Teil der alten Bahnlinie im Wasser versank. Die Northumberland and Newcastle Society ergriff jedoch Maßnahmen zum Schutz des Viadukts, indem sie die Fundamente der Pfeiler mit Beton ummantelte und das Brückendeck abdichtete.
Das Bauwerk ist heute ein Scheduled Monument und wird als Fußgängerbrücke am Nordende des Kielder Water genutzt.